# クリエンテス
クリエンテス（clientes）とは、「被保護者」を指すラテン語であるが、特に古代ローマでのパトロヌス (patronus)と対になる存在である。単数形はクリエンス(cliens)。訳語では被護者、被庇護者、被保護者などが使われる。英語のクライアントの語源となるが、現在の意味とは大幅に異なる。

## 概要
クリエンテスはパトロヌスとの私的な庇護関係（クリエンテラとパトロキニウム）における被保護者を指すが、一方向な保護者と被保護者の関係ではない。パトロヌスはその地位などを利用してクリエンテスに様々な便宜を図る。一方クリエンテスもパトロヌスに対して選挙運動など様々な助力をする義務を負う相互扶助関係である。例えば、普段はパトロヌスがクリエンテスに経済的な援助をするが、逆にパトロヌスが困窮した場合はクリエンテスたちが資金を出し合ってパトロヌスを援助した。両者の関係は信義に基づくものとされ、一方が落ち目になったからといって見捨てることは名誉を損ねることであり、この縁は世襲のものであった。
クリエンテスの最もよく知られた行動として、パトロヌスへの朝の伺候があげられる。有力者がまだ公務に赴く前の早朝に、クリエンテスはパトロヌスの自宅に参じ、面会してあいさつを行う。これに対してパトロヌスの側は、手土産として少額の手当（スポルトゥラ）を与えた。当初は食糧の現物支給だったが、ネロ以降の時代になると現金が与えられた。また、クリエンテスは有力者の外出の際には付き従い、パトロヌスに威厳を添えた。大勢の人々を引き連れて首都をゆく姿は、有権者に対していかに大人物であるかを示し、いかに公職にふさわしいかをアピールする選挙運動の側面も持った。そのためローマ貴族は、自分が保護するクリエンテスを増やすことに熱心であった。他の地域・時代において、権力者が道をゆくときにその権威を示すには輿・馬・馬車といった乗り物を使う場合が多いが、古代ローマの市街では馬や馬車の使用が制限され、輿はおもに女性の乗り物とみなされたため、古代ローマでは権力者といえども市街地における移動手段は徒歩であり、クリエンテスを付き従えることによって権威を示した。
また、古代ローマの徴兵制においては、財産を多く持つ貴族はより多大な動員義務を課せられていたため、兵役義務を果たすために多くのクリエンテスを持つ必要があった。例えば、それを行った場合に多額の納税義務があったにもかかわらず、奴隷を解放することがしばしば行われた。その理由はいくつかあるが、ひとつには解放奴隷ならば元の主人のクリエンテスとなるのが古代ローマにおける常識であったため、自身のクリエンテスを手っ取り早く確実に増やせる手段だったからである。そして、クリエンテスにはコルネリウス、ユリウスといったパトロヌス自身の氏族名を与えることも多かった。
このほか、クリエンテスは法廷においてもパトロヌスの不利となる証言を行わなくともよいなどと規定されていた。立場上、クリエンテスはパトロヌスの不利となる証言は行いにくく、偽証によって罪に問われるのを防ぐためであった。

## 歴史
クリエンテスと呼ばれる人々はローマの最初期から見ることができる。成立直後のローマはパトリキ、プレブス、そしてクリエンテスなどの人々で構成されていたことが知られている。当初のクリエンテスの実態は不明な点があるが、のちのクリエンテスと同様にパトリキにある程度従属した人々であるとみられている。ローマ史の研究で、パトロネジ論（クリエンテラ理論）が発展する過程でクリエンテスの概念が広くとられるようになったものの、正式にクリエンテスの発生原因とされた存在は、法廷弁論において弁護された被告、解放された元奴隷、戦争で征服された都市などに限られた。このうち、被征服都市を特に都市クリエンテスと呼ぶ。
民主制を採用したアテナイでは多数派を占める平民が権力を握ることになったが、古代ローマでは民主制を採用しながらも貴族の権力が強く、実質は貴族による寡頭制であったとされる。また貴族と平民の対立は帝政に入るまで存続した。これは古代ローマにおける貴族と平民の対立が、実質的には貴族であるパトロヌスが保護するクリエンテスである平民と、そうでない平民の対立になり、実際には平民同士の対立であったからである。官職のひとつである護民官は、平民（プレブス）を保護する存在とされるが、パトロヌス-クリエンテスの関係から漏れた平民を救済し、不公平を緩和する存在でもあった。
古代ローマの貴族は共和制初期にはノブレス・オブリージュの体現者であったが、共和制末期には私利私欲を追求する存在となったとされる。ひとつの背景としてはラティフンディウムの伸長による貧富の差の拡大が上げられるが、もうひとつの側面としてパトロヌス-クリエンテスの関係が挙げられる。共和制期を通じて貴族たるパトロヌスはクリエンテスの保護者であることに変わりはなかったが、初期において多くの平民を保護する立場であったのが、共和制末期には自分に近い者の利益を優先する存在へと変わった。特に都市クリエンテスの存在は大きく、パトロヌスは自らのクリエンテスの利益代表者として振る舞い、それが国家運営上の問題となり、個人が都市クリエンテスを保有することは共和政末期には禁じられた。後に古代ローマは帝政へと移行するが、これは皇帝というただひとりのパトロヌスが、ローマの国民全員をクリエンテスとして保護する側面もあった。
クリエンテスが属する階級もさまざまとなり、貴族や金持ちの解放奴隷などの政治力や経済力がある者も交じっていることもあり、ユウェナリスの諷刺詩などに描かれている。マルティアリスは、クリエンテスとしての体験をエピグラムに残している。

## 国際関係
クリエンテスとパトロネスの関係は、国家間関係にも影響を及ぼした。戦勝して講和条約や同盟を結んだ将軍と被征服地も、パトロヌスとクリエンテスの関係となった。パトロヌスである将軍はローマにおける保護国の窓口となってローマとの外交関係の助言や便宜を図り、一方でクリエンテスである保護国はローマでの将軍の活躍に助力をする、といった具合であった。
例えば、ガイウス・ユリウス・カエサルはガリア戦争の戦後処理として、ガリアの部族長たちにローマ市民権と自らの家門名ユリウスを与え、自らのクリエンテス網に組み込んだ。この他もろもろの処置により、ガリアは被征服直後にローマで内戦が勃発して軍が退いたにもかかわらず、反ローマに起つこともなくカエサルやアウグストゥスらに服し続けた。
第二次ポエニ戦争で大スキピオはヌミディア王に自身の保護下にあったマシニッサを即位させて講和同盟を結んだ。これはスキピオとマシニッサ、ヌミディアはパトロヌス-クリエンテス関係を結んだということでもある。
ポンペイウスは、海賊討伐作戦に劇的な大成功を収めて地中海沿岸の諸国・諸都市をクリエンテスとした。殊にエジプトに関しては、王位を追われていたプトレマイオス12世（クレオパトラの父）の復位に尽力し、関係を強化した。それだけに、ファルサルスの戦いで敗れてエジプトに逃れてきていたポンペイウスを殺害した弟王プトレマイオス13世の所業は、ローマ人には許しがたいものだった。